# 红腹啄木
屬於啄木鳥科食果啄木鳥屬。繁衍的地方主要於美國東部，以南至佛羅里達州，以北至加拿大。雖然它具有鮮艷的橙色冠羽和枕羽，但與紅頭啄木鳥是完全不同的鳥類，紅頭啄木鳥是同一屬中的一個物種，其頭部和頸部是紅色的，背部純黑，腹部呈白色。红腹啄木鳥因其腹部呈淡红色而得名。

## 分類法
英國博物學家馬克·凱茨比在其1729年至1732年間出版的著作《卡羅來納、佛羅里達和巴哈馬群島的自然史》中，對紅腹啄木鳥進行了描述並配以插圖。盖茨比采用了英文名红腹啄木鸟 （The Red-bellied Woodpecker）和拉丁学名 Picoides jugularis。。瑞典博物學家卡爾·林奈於1758年修訂第十版《自然系統》時，將該鳥種收錄其中，並以「Picus carolinus」為其命名，同時引用了凱茨比的著作，且說明标本來源为北美（America septentrionali）。该地目前只限於南卡罗来纳州。此鳥目前分類歸屬黑啄木鳥屬，該屬由英國鳥類學家威廉·約翰·斯溫森於1832年提出。此物種為單型種，尚未發現其他亞種。

## 描述

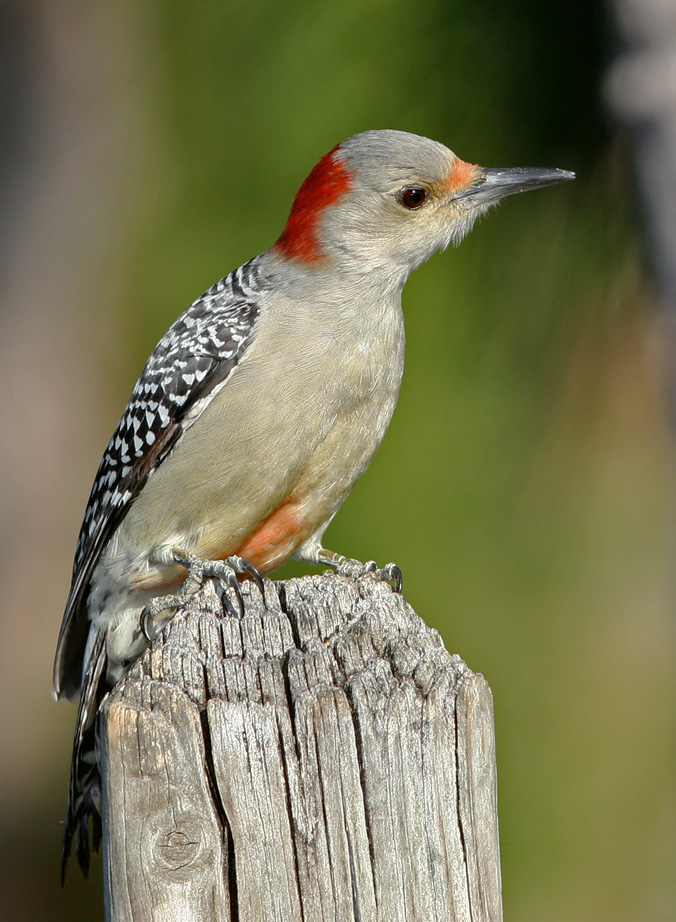
成年雌鸟 - 有著红色的腹部

此鳥類成年個體面部及下體主要呈淺灰色；其背部、翅膀及尾部則具有黑白相間條紋。成年雄鳥喙部至頸部覆羽為紅色；雌鳥頸部亦有紅色覆羽，另於喙部上方亦有紅色覆羽。該鳥腹部呈現淡紅色，野外觀察不易。其體長約22.85至26.7公分，翼展約38至46公分，體重約56至91克。 

### 鸣叫聲
該鸟是一種吵雜的鸟类，具有多种不同的叫声。叫声聽起來像「churr-churr-churr」或者「thrraa-thrraa-thrraa」，其中夹杂着的「br-r-r-r-t」声。雄鳥鳴叫及啄木次數頻率高於雌鳥，雌雄皆會鳴叫，啄木次數通常為6下，藉此吸引異性。牠們會以樹洞、房屋鋁質屋頂、排水溝及變壓器箱等處進行敲擊，以利與潛在伴侶溝通。雏鸟索食的鸣叫声为「pree-pree-pree」。离巢后一段时间内，其在见到亲鸟时仍会持续发出此类索食鸣叫。

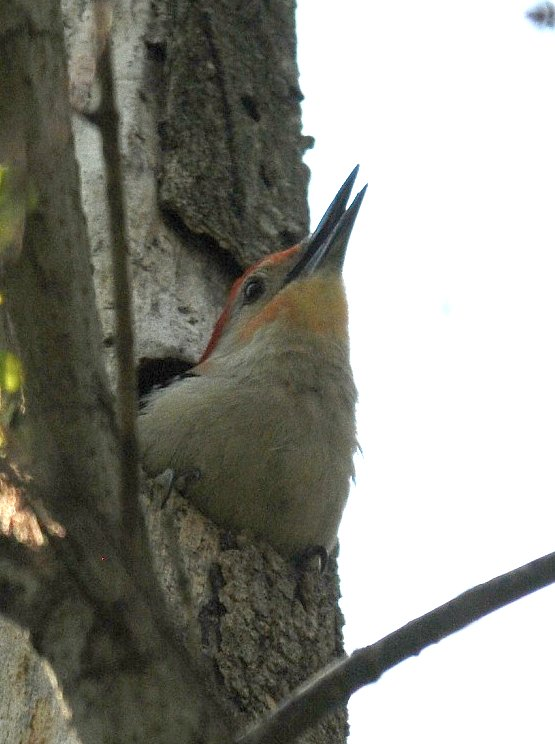
从巢穴里探出头来

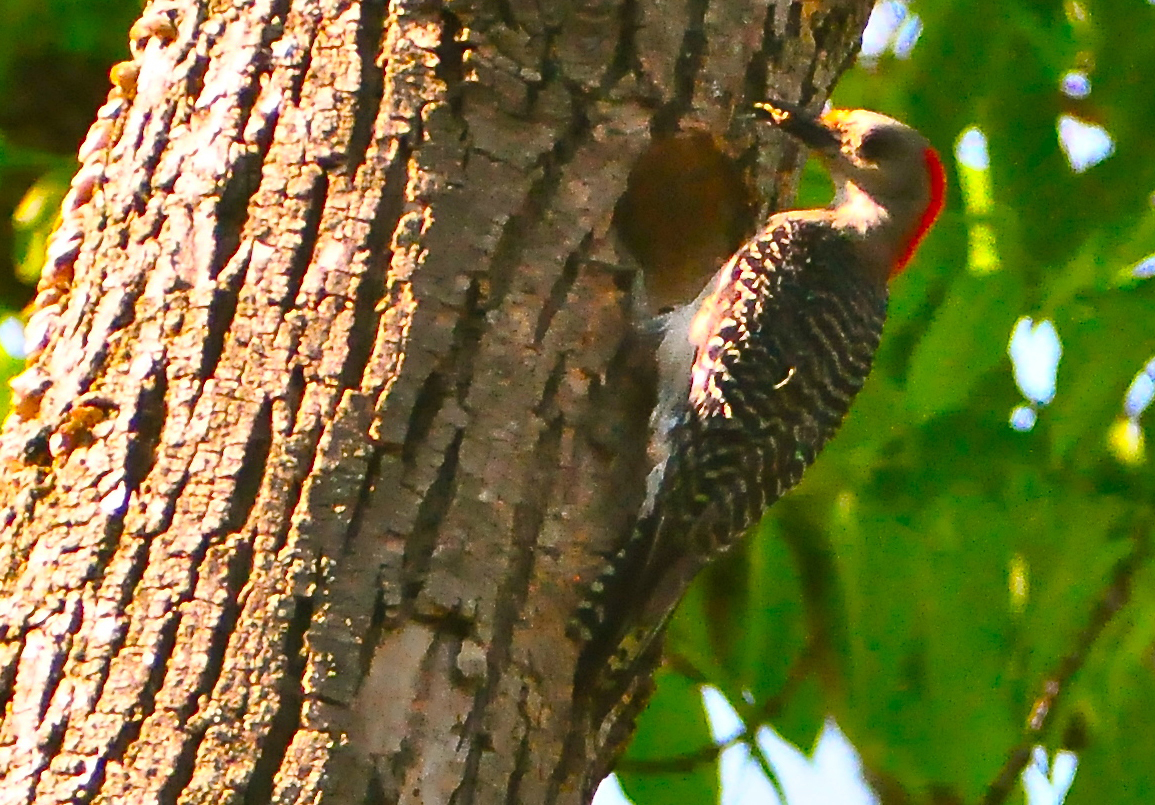
一只雌性红腹啄木鸟正在喂养雏鸟

## 外部連結
- 维基共享资源上的相關多媒體資源：红腹啄木
- 維基物種上的相關：红腹啄木